# San Francisco Pride

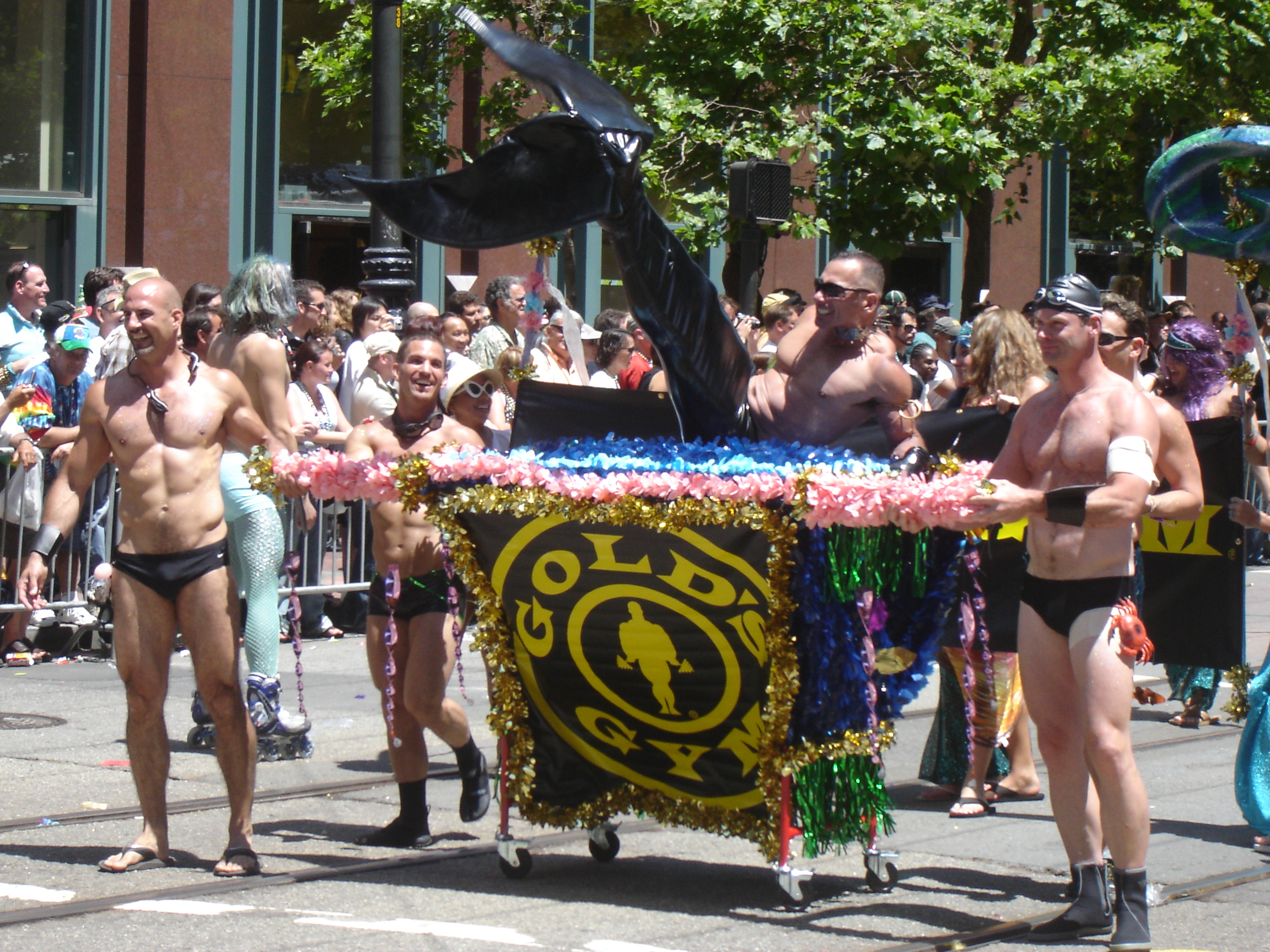
San Francisco 2006 Pride Parade

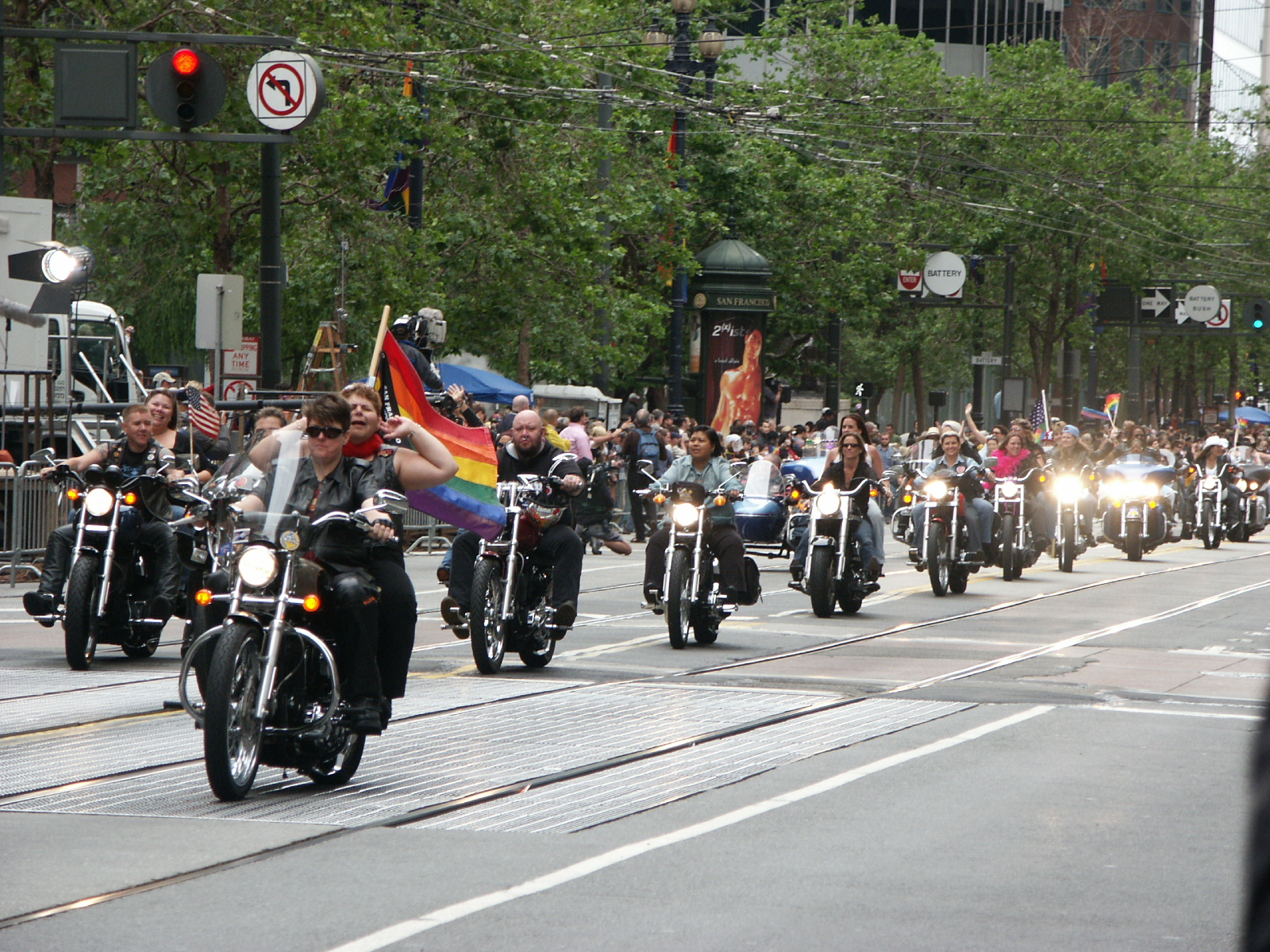
Mit den Dykes on Bikes (Lesben auf Motorrädern) beginnt die Parade.

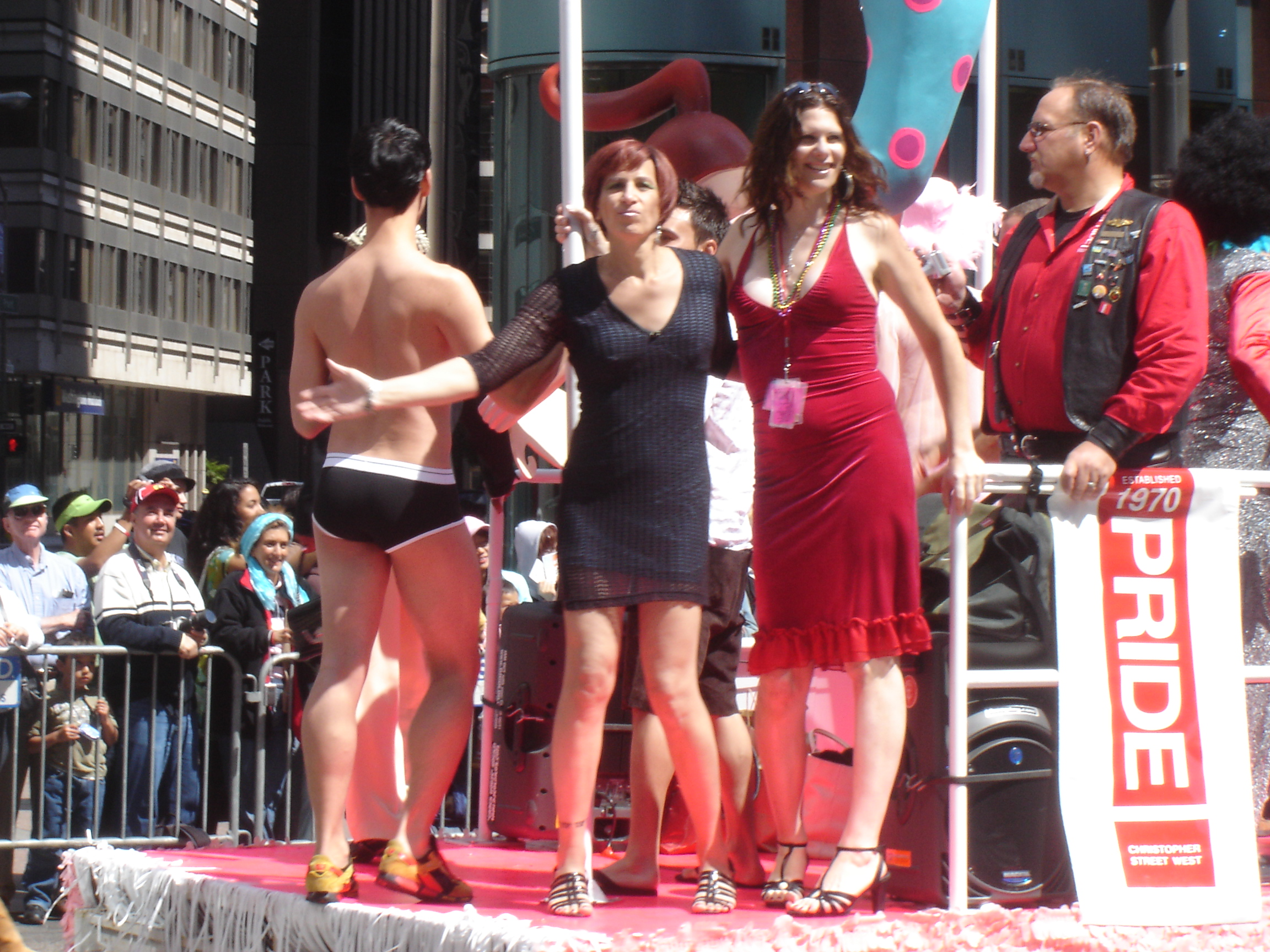
San Francisco 2006 Pride Parade.

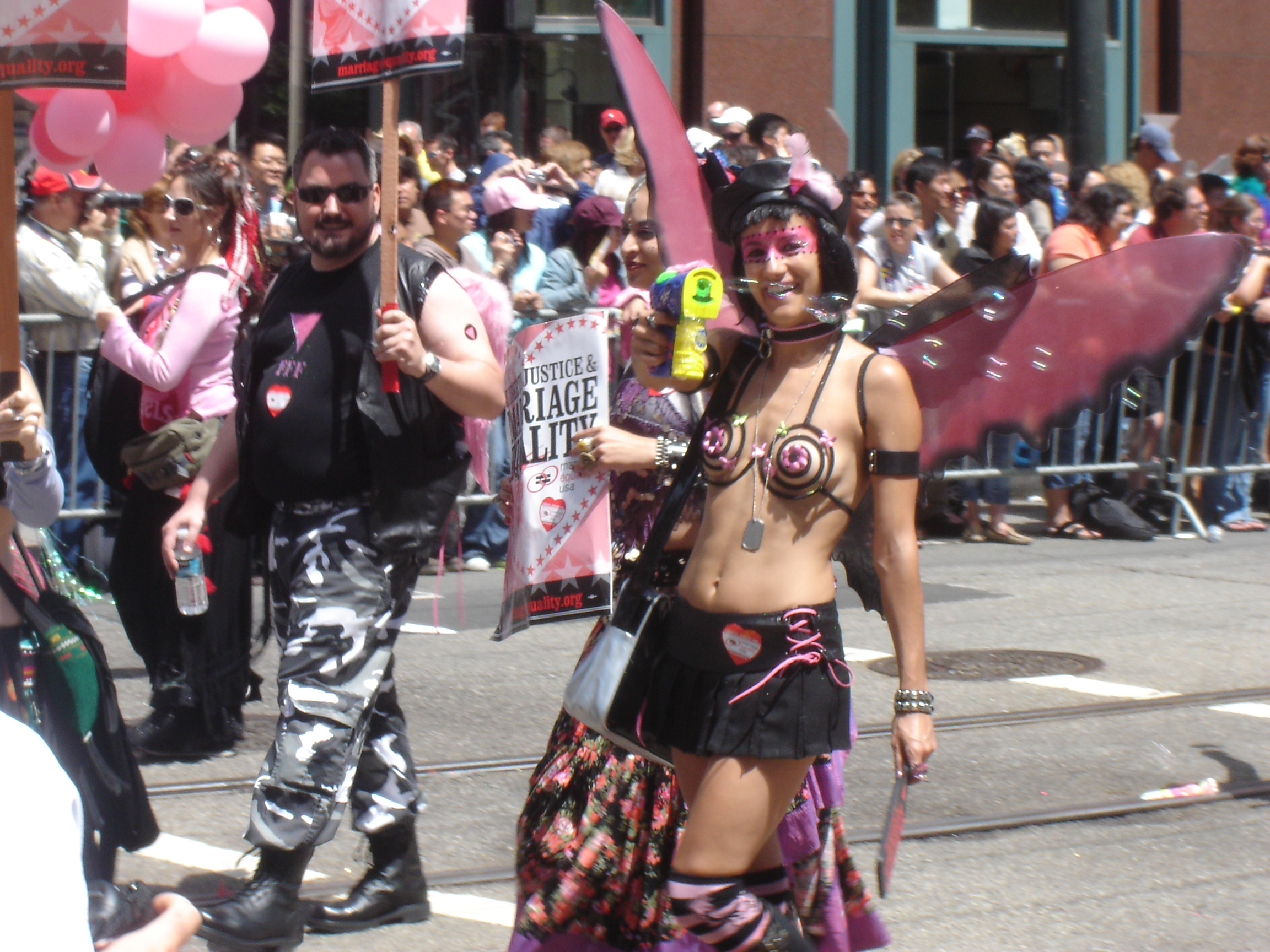
Frau mit Seifenblasen-Pistole

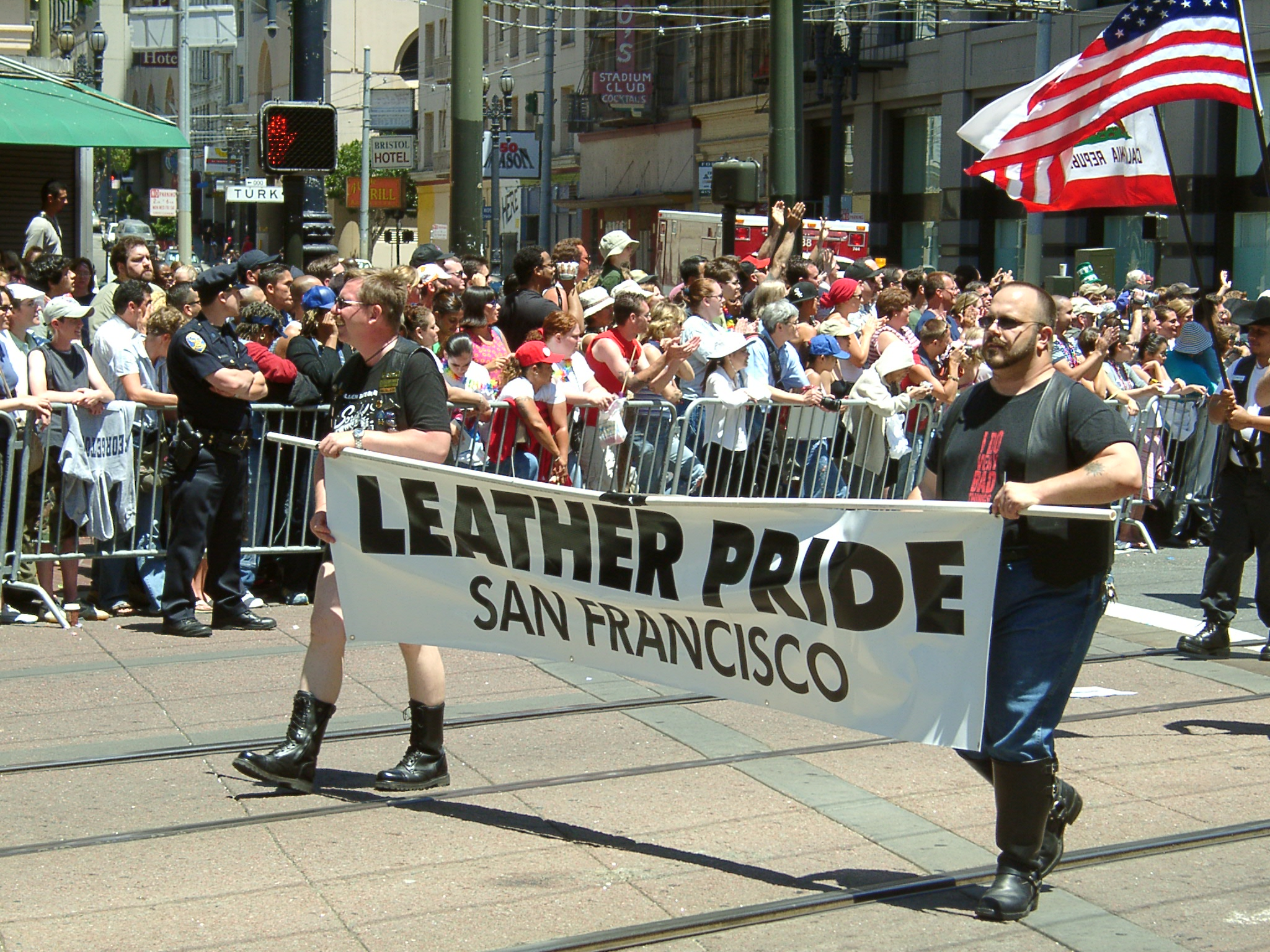
Ledermänner auf der San Francisco 2004 Pride Parade.

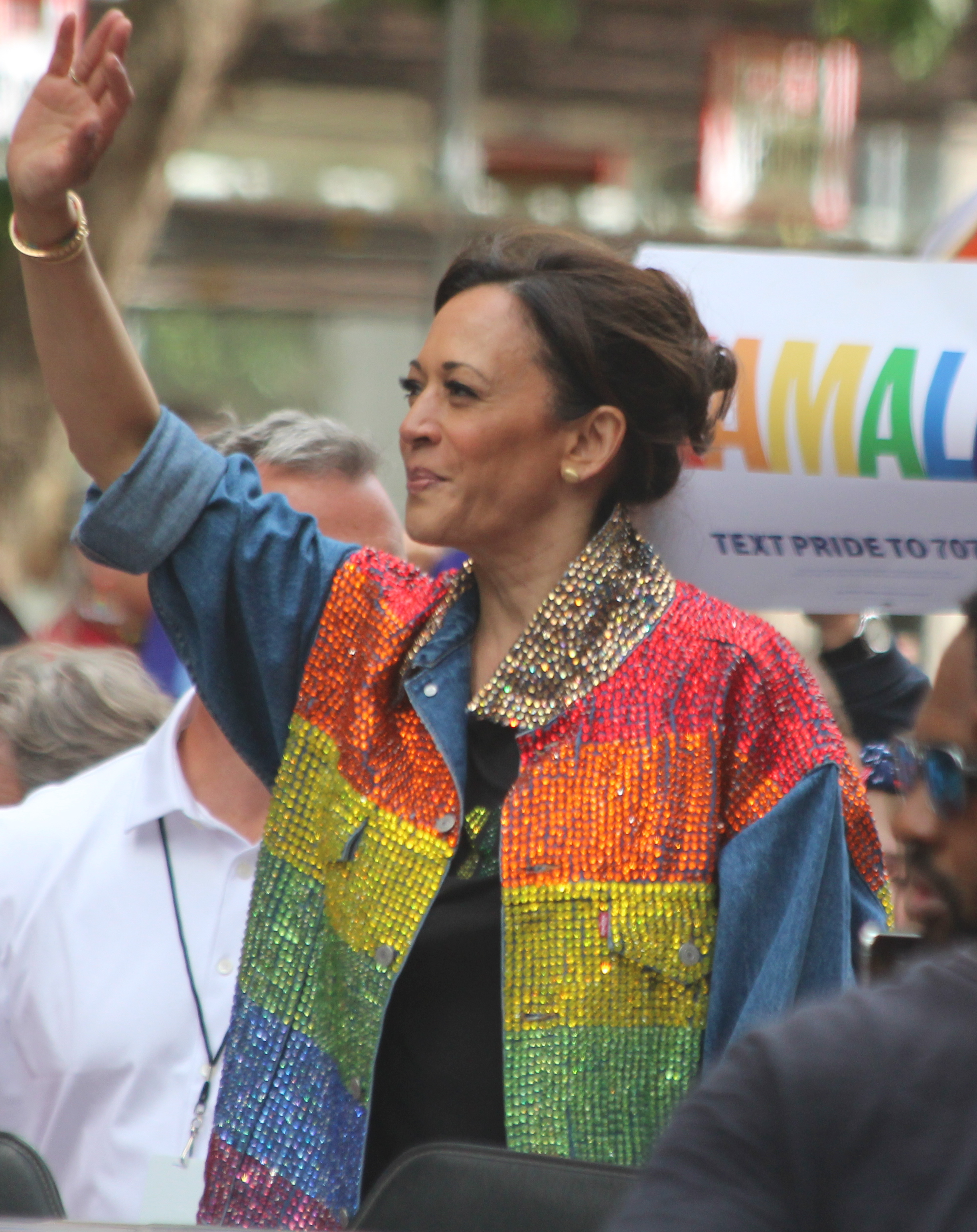
Kamala Harris auf der SF Pride Parade 2019.

Die San Francisco Pride (eigentlich: San Francisco Lesbian, Gay, Bisexual, Transgender Pride Celebration) ist eine Parade mit Festivalcharakter, die jedes Jahr im Juni in San Francisco stattfindet. Vergleichbare Veranstaltungen im deutschsprachigen Raum sind der Christopher Street Day oder die Regenbogenparade. Die San Francisco Pride ist vorrangig eine Veranstaltung für Lesben, Schwule, Bisexuelle oder Transgender. Sie ist weltweit eine der bekanntesten und bestbesuchten Paraden dieser Art und gleichzeitig die größte Parade Nordkaliforniens und nach der Rose Parade die zweitgrößte Parade Kaliforniens.

## Geschichte
Die erste Veranstaltung, die der modernen San-Francisco-Pride-Feier ähnelte, fand 1970 statt. Seit 1972 gibt es die Parade jedes Jahr. Der Name des Festivals hat sich im Laufe der Zeit geändert. Die Veranstalter stellten jede Parade unter ein bestimmtes Motto, für das dann ein Logo entworfen und geworben wurde. Die Regenbogenfahne, die heute ein Symbol der Schwulen- und Lesbenbewegung ist, wurde ursprünglich von Gilbert Baker für die San-Francisco-Pride-Parade 1978 gestaltet (Sie hatte ursprünglich acht Streifen und wurde erst später auf die heute üblichen sechs Streifen reduziert. Eine achtstreifige Regenbogenfahne weht über der Harvey-Milk-Piazza im Stadtviertel Castro.).

## Parade
Die San-Francisco-Pride-Parade ist die weltweit bekannteste Parade, die von der LGBT-Bewegung veranstaltet wird. Die Route ist für gewöhnlich entlang der Market Street zur Beale Street, und von dort zur 8th Street. Die Parade findet an einem Sonntagmorgen vor dem Festival ab 10:30 Uhr statt, obwohl die Vorbereitungen schon Stunden zuvor beginnen. Sie dauert in der Regel bis 16:00 Uhr. Die Parade setzt sich aus hunderten von Zugabteilungen zusammen, die von den verschiedenen Gruppen und Organisationen gestellt werden. Sie wird seit 1976 von den in San Francisco gegründeten und seitdem weltweit bei Paraden teilnehmenden Dykes on Bikes angeführt.

## Festival
Um die Parade hat sich im Laufe der Zeit ein zweitägiges Festival (Samstag und Sonntag) entwickelt. Dieses Festival bietet Buden, Verkaufsstände und Tanz-Areas, die sich am Civic Center in der Nähe der San Francisco City Hall befinden. Am Sonntag gibt es die sog. „Leather Alley“ mit Ständen und Demonstrationen aus der Fetisch- und BDSM-Szene.
Das Festival findet traditionell am letzten Juniwochenende statt, was an die Stonewall-Aufstände erinnern soll. Es hat aber auch Vorschläge gegeben, das Festival an einem anderen Tag stattfinden zu lassen, so z. B. im Jahre 2004 am 4. Juli.
Unabhängig von der San Francisco Pride findet der sog. Pink Saturday statt (Castro Street, San Francisco).

## Administration
Das Festival wird von der San Francisco Lesbian, Gay, Bisexual, Transgender Pride Celebration Committee, einer Non-Profit-Organisation, geleitet. Nach eigenen Angaben ist ihr Ziel, „die Welt zu erziehen, an unser Erbe zu erinnern, unsere Kultur zu feiern und unsere Leute zu befreien“.
Die Veranstaltung finanziert sich aus Spenden, Werbeeinnahmen und dem San Francisco city funding. Der Festivalbetrieb wird ausschließlich durch ehrenamtliche Mitarbeit ermöglicht.